# NGC 6145
NGC 6145 (другие обозначения — MCG 7-34-21, ZWG 224.17, PGC 58074) — спиральная галактика (Sc) в созвездии Геркулес.
Этот объект входит в число перечисленных в оригинальной редакции «Нового общего каталога».